# 방글라데시 축구 국가대표팀
방글라데시 축구 국가대표팀(벵골어: বাংলাদেশ জাতীয় ফুটবল দল)은 방글라데시를 대표하는 축구 국가대표팀으로 방글라데시 축구 연맹에서 관리한다. 현재 AFC 회원국이자 남아시아 축구 연맹 소속 회원국으로 아시아 최약체 중 하나이며 1973년 7월 26일 몰디브와의 국제 A매치 데뷔전에서 2-2로 비겼으며 방가반두 국립 경기장을 홈 구장으로 사용하고 있다.

## 국제 대회 경력

### AFC 아시안컵
방글라데시의 아시안컵 본선 출전은 1980년 대회가 유일하지만 그나마도 이란, 북한, 중국, 시리아를 상대로 4전 전패의 처참한 성적으로 대회를 마감했으며 이후 아시안컵 본선 기록은 전무하다.

### AFC 챌린지컵
챌린지컵 본선에는 2번 출전하여 이 중 자국에서 열린 2006년 대회에서 8강에 이름을 올리면서 방글라데시 축구 역사상 AFC 주관 대회 역대 최고 성적을 거두었고 2010년 대회에서는 1승 2패의 성적으로 조별리그에서 탈락했으나 초대 대회 챔피언인 타지키스탄을 A조 조별리그 첫 경기에서 2-1로 물리치며 전 대회 8강전에서의 패배를 설욕했다.

### 아시안 게임
성인대표팀 시절에는 4번 출전하여 4번의 대회에서 모두 조별리그에서 탈락했지만 U-23 대표팀으로는 5번 출전하여 이 중 2018년 대회에서 사상 처음으로 16강에 진출하며 성인대표팀과 U-23 대표팀을 통틀어 역대 아시안 게임 축구 최고 성적을 거두었다. 특히 B조 조별리그 최종전에서 2006년 대회 챔피언 카타르를 1-0으로 꺾는 이변을 일으키며 우즈베키스탄에 이어 조 2위로 사상 첫 16강 티켓을 따내면서 방글라데시 축구의 새로운 역사를 만들었다.

### 남아시아 축구 선수권 대회
1995년 대회를 시작으로 총 11번의 대회에 출전하여 이 중 자국에서 열린 2003년 대회에서 우승컵을 들어올렸고 이전 대회인 1999년과 이후의 대회인 2005년 대회에서는 준우승, 1995년과 2009년 대회에서는 준결승 진출이라는 성과를 남겼다.

### 남아시아 경기 대회
성인대표팀과 U-23 대표팀을 통틀어 이 대회에는 13번 출전했고 이 중 9번의 대회에서 금메달 2개, 은메달 4개, 동메달 3개를 획득하면서 남아시아 내에서만큼은 준수한 성과들을 남겼다.

## 기타 국제 대회 경력
자국에서 개최된 5번의 방가반두컵 대회 중 2015년 대회에서 준우승을 차지했고 1985년 콰이드 에 아잠 국제 축구 대회에서도 준우승을 차지했으며 1989년 대통령 골드컵에서는 우승컵을 들어올렸다. 그리고 1995년 4개국 친선 축구 대회에서도 우승을 차지했고 2005년 미얀마 그랜드 로열 챌린지컵에서는 준우승의 성과를 남겼다.

## FIFA 월드컵
| FIFA 월드컵 기록 | FIFA 월드컵 기록  | FIFA 월드컵 기록  | FIFA 월드컵 기록  | FIFA 월드컵 기록  | FIFA 월드컵 기록  | FIFA 월드컵 기록  | FIFA 월드컵 기록  | FIFA 월드컵 기록  | FIFA 월드컵 기록  | FIFA 월드컵 예선 기록                       | FIFA 월드컵 예선 기록                       | FIFA 월드컵 예선 기록                       | FIFA 월드컵 예선 기록                       | FIFA 월드컵 예선 기록                       | FIFA 월드컵 예선 기록                       | FIFA 월드컵 예선 기록                       |
| 년도             | 결과              | 순위              | 경기              | 승                | 무*               | 패                | 득점              | 실점              | 승점              | 경기                                        | 승                                          | 무*                                         | 패                                          | 득점                                        | 실점                                        | 승점                                        |
| ---------------- | ----------------- | ----------------- | ----------------- | ----------------- | ----------------- | ----------------- | ----------------- | ----------------- | ----------------- | ------------------------------------------- | ------------------------------------------- | ------------------------------------------- | ------------------------------------------- | ------------------------------------------- | ------------------------------------------- | ------------------------------------------- |
| 1930년           | 독립 이전         | 독립 이전         | 독립 이전         | 독립 이전         | 독립 이전         | 독립 이전         | 독립 이전         | 독립 이전         | 독립 이전         | 독립 이전                                   | 독립 이전                                   | 독립 이전                                   | 독립 이전                                   | 독립 이전                                   | 독립 이전                                   | 독립 이전                                   |
| 1934년           | 독립 이전         | 독립 이전         | 독립 이전         | 독립 이전         | 독립 이전         | 독립 이전         | 독립 이전         | 독립 이전         | 독립 이전         | 독립 이전                                   | 독립 이전                                   | 독립 이전                                   | 독립 이전                                   | 독립 이전                                   | 독립 이전                                   | 독립 이전                                   |
| 1938년           | 독립 이전         | 독립 이전         | 독립 이전         | 독립 이전         | 독립 이전         | 독립 이전         | 독립 이전         | 독립 이전         | 독립 이전         | 독립 이전                                   | 독립 이전                                   | 독립 이전                                   | 독립 이전                                   | 독립 이전                                   | 독립 이전                                   | 독립 이전                                   |
| 1950년           | 파키스탄으로 참가 | 파키스탄으로 참가 | 파키스탄으로 참가 | 파키스탄으로 참가 | 파키스탄으로 참가 | 파키스탄으로 참가 | 파키스탄으로 참가 | 파키스탄으로 참가 | 파키스탄으로 참가 | 파키스탄으로 참가                           | 파키스탄으로 참가                           | 파키스탄으로 참가                           | 파키스탄으로 참가                           | 파키스탄으로 참가                           | 파키스탄으로 참가                           | 파키스탄으로 참가                           |
| 1954년           | 파키스탄으로 참가 | 파키스탄으로 참가 | 파키스탄으로 참가 | 파키스탄으로 참가 | 파키스탄으로 참가 | 파키스탄으로 참가 | 파키스탄으로 참가 | 파키스탄으로 참가 | 파키스탄으로 참가 | 파키스탄으로 참가                           | 파키스탄으로 참가                           | 파키스탄으로 참가                           | 파키스탄으로 참가                           | 파키스탄으로 참가                           | 파키스탄으로 참가                           | 파키스탄으로 참가                           |
| 1958년           | 파키스탄으로 참가 | 파키스탄으로 참가 | 파키스탄으로 참가 | 파키스탄으로 참가 | 파키스탄으로 참가 | 파키스탄으로 참가 | 파키스탄으로 참가 | 파키스탄으로 참가 | 파키스탄으로 참가 | 파키스탄으로 참가                           | 파키스탄으로 참가                           | 파키스탄으로 참가                           | 파키스탄으로 참가                           | 파키스탄으로 참가                           | 파키스탄으로 참가                           | 파키스탄으로 참가                           |
| 1962년           | 파키스탄으로 참가 | 파키스탄으로 참가 | 파키스탄으로 참가 | 파키스탄으로 참가 | 파키스탄으로 참가 | 파키스탄으로 참가 | 파키스탄으로 참가 | 파키스탄으로 참가 | 파키스탄으로 참가 | 파키스탄으로 참가                           | 파키스탄으로 참가                           | 파키스탄으로 참가                           | 파키스탄으로 참가                           | 파키스탄으로 참가                           | 파키스탄으로 참가                           | 파키스탄으로 참가                           |
| 1966년           | 파키스탄으로 참가 | 파키스탄으로 참가 | 파키스탄으로 참가 | 파키스탄으로 참가 | 파키스탄으로 참가 | 파키스탄으로 참가 | 파키스탄으로 참가 | 파키스탄으로 참가 | 파키스탄으로 참가 | 파키스탄으로 참가                           | 파키스탄으로 참가                           | 파키스탄으로 참가                           | 파키스탄으로 참가                           | 파키스탄으로 참가                           | 파키스탄으로 참가                           | 파키스탄으로 참가                           |
| 1970년           | 파키스탄으로 참가 | 파키스탄으로 참가 | 파키스탄으로 참가 | 파키스탄으로 참가 | 파키스탄으로 참가 | 파키스탄으로 참가 | 파키스탄으로 참가 | 파키스탄으로 참가 | 파키스탄으로 참가 | 파키스탄으로 참가                           | 파키스탄으로 참가                           | 파키스탄으로 참가                           | 파키스탄으로 참가                           | 파키스탄으로 참가                           | 파키스탄으로 참가                           | 파키스탄으로 참가                           |
| 1974년           | 비회원국          | 비회원국          | 비회원국          | 비회원국          | 비회원국          | 비회원국          | 비회원국          | 비회원국          | 비회원국          | 비회원국                                    | 비회원국                                    | 비회원국                                    | 비회원국                                    | 비회원국                                    | 비회원국                                    | 비회원국                                    |
| 1978년           | 불참              | 불참              | 불참              | 불참              | 불참              | 불참              | 불참              | 불참              | 불참              | 불참                                        | 불참                                        | 불참                                        | 불참                                        | 불참                                        | 불참                                        | 불참                                        |
| 1982년           | 불참              | 불참              | 불참              | 불참              | 불참              | 불참              | 불참              | 불참              | 불참              | 불참                                        | 불참                                        | 불참                                        | 불참                                        | 불참                                        | 불참                                        | 불참                                        |
| 1986년           | 예선 탈락         | 예선 탈락         | 예선 탈락         | 예선 탈락         | 예선 탈락         | 예선 탈락         | 예선 탈락         | 예선 탈락         | 예선 탈락         | 6                                           | 2                                           | 0                                           | 4                                           | 5                                           | 10                                          | 6                                           |
| 1990년           | 예선 탈락         | 예선 탈락         | 예선 탈락         | 예선 탈락         | 예선 탈락         | 예선 탈락         | 예선 탈락         | 예선 탈락         | 예선 탈락         | 6                                           | 1                                           | 0                                           | 5                                           | 4                                           | 9                                           | 3                                           |
| 1994년           | 예선 탈락         | 예선 탈락         | 예선 탈락         | 예선 탈락         | 예선 탈락         | 예선 탈락         | 예선 탈락         | 예선 탈락         | 예선 탈락         | 8                                           | 2                                           | 0                                           | 6                                           | 7                                           | 28                                          | 6                                           |
| 1998년           | 예선 탈락         | 예선 탈락         | 예선 탈락         | 예선 탈락         | 예선 탈락         | 예선 탈락         | 예선 탈락         | 예선 탈락         | 예선 탈락         | 6                                           | 1                                           | 0                                           | 5                                           | 4                                           | 14                                          | 3                                           |
| 2002년           | 예선 탈락         | 예선 탈락         | 예선 탈락         | 예선 탈락         | 예선 탈락         | 예선 탈락         | 예선 탈락         | 예선 탈락         | 예선 탈락         | 6                                           | 1                                           | 2                                           | 3                                           | 5                                           | 15                                          | 5                                           |
| 2006년           | 예선 탈락         | 예선 탈락         | 예선 탈락         | 예선 탈락         | 예선 탈락         | 예선 탈락         | 예선 탈락         | 예선 탈락         | 예선 탈락         | 2                                           | 0                                           | 0                                           | 2                                           | 0                                           | 4                                           | 0                                           |
| 2010년           | 예선 탈락         | 예선 탈락         | 예선 탈락         | 예선 탈락         | 예선 탈락         | 예선 탈락         | 예선 탈락         | 예선 탈락         | 예선 탈락         | 2                                           | 0                                           | 1                                           | 1                                           | 1                                           | 6                                           | 1                                           |
| 2014년           | 예선 탈락         | 예선 탈락         | 예선 탈락         | 예선 탈락         | 예선 탈락         | 예선 탈락         | 예선 탈락         | 예선 탈락         | 예선 탈락         | 4                                           | 2                                           | 1                                           | 1                                           | 5                                           | 4                                           | 7                                           |
| 2018년           | 예선 탈락         | 예선 탈락         | 예선 탈락         | 예선 탈락         | 예선 탈락         | 예선 탈락         | 예선 탈락         | 예선 탈락         | 예선 탈락         | 8                                           | 0                                           | 1                                           | 7                                           | 2                                           | 32                                          | 1                                           |
| 2022년           | 예선 탈락         | 예선 탈락         | 예선 탈락         | 예선 탈락         | 예선 탈락         | 예선 탈락         | 예선 탈락         | 예선 탈락         | 예선 탈락         | 10                                          | 1                                           | 3                                           | 6                                           | 4                                           | 19                                          | 6                                           |
| 2026년           | 예선 탈락         | 예선 탈락         | 예선 탈락         | 예선 탈락         | 예선 탈락         | 예선 탈락         | 예선 탈락         | 예선 탈락         | 예선 탈락         | 8                                           | 1                                           | 2                                           | 5                                           | 4                                           | 22                                          | 5                                           |
| 합계             |                   |                   |                   |                   |                   |                   |                   |                   |                   | 48                                          | 9                                           | 5                                           | 34                                          | 33                                          | 122                                         | 32                                          |
| 순위             |                   |                   |                   |                   |                   |                   |                   |                   |                   | 월드컵 예선 승점 순위 : 147위 (아시아 29위) | 월드컵 예선 승점 순위 : 147위 (아시아 29위) | 월드컵 예선 승점 순위 : 147위 (아시아 29위) | 월드컵 예선 승점 순위 : 147위 (아시아 29위) | 월드컵 예선 승점 순위 : 147위 (아시아 29위) | 월드컵 예선 승점 순위 : 147위 (아시아 29위) | 월드컵 예선 승점 순위 : 147위 (아시아 29위) |

## AFC 아시안컵
| AFC 아시안컵 기록 | AFC 아시안컵 기록             | AFC 아시안컵 기록             | AFC 아시안컵 기록             | AFC 아시안컵 기록             | AFC 아시안컵 기록             | AFC 아시안컵 기록             | AFC 아시안컵 기록             | AFC 아시안컵 기록             | AFC 아시안컵 기록             | AFC 아시안컵 예선 기록 | AFC 아시안컵 예선 기록 | AFC 아시안컵 예선 기록 | AFC 아시안컵 예선 기록 | AFC 아시안컵 예선 기록 | AFC 아시안컵 예선 기록 | AFC 아시안컵 예선 기록 |
| 년도              | 결과                          | 순위                          | 경기                          | 승                            | 무*                           | 패                            | 득점                          | 실점                          | 승점                          | 경기                   | 승                     | 무*                    | 패                     | 득점                   | 실점                   | 승점                   |
| ----------------- | ----------------------------- | ----------------------------- | ----------------------------- | ----------------------------- | ----------------------------- | ----------------------------- | ----------------------------- | ----------------------------- | ----------------------------- | ---------------------- | ---------------------- | ---------------------- | ---------------------- | ---------------------- | ---------------------- | ---------------------- |
| 1956년            | 파키스탄으로 참가             | 파키스탄으로 참가             | 파키스탄으로 참가             | 파키스탄으로 참가             | 파키스탄으로 참가             | 파키스탄으로 참가             | 파키스탄으로 참가             | 파키스탄으로 참가             | 파키스탄으로 참가             | 파키스탄으로 참가      | 파키스탄으로 참가      | 파키스탄으로 참가      | 파키스탄으로 참가      | 파키스탄으로 참가      | 파키스탄으로 참가      | 파키스탄으로 참가      |
| 1960년            | 파키스탄으로 참가             | 파키스탄으로 참가             | 파키스탄으로 참가             | 파키스탄으로 참가             | 파키스탄으로 참가             | 파키스탄으로 참가             | 파키스탄으로 참가             | 파키스탄으로 참가             | 파키스탄으로 참가             | 파키스탄으로 참가      | 파키스탄으로 참가      | 파키스탄으로 참가      | 파키스탄으로 참가      | 파키스탄으로 참가      | 파키스탄으로 참가      | 파키스탄으로 참가      |
| 1964년            | 파키스탄으로 참가             | 파키스탄으로 참가             | 파키스탄으로 참가             | 파키스탄으로 참가             | 파키스탄으로 참가             | 파키스탄으로 참가             | 파키스탄으로 참가             | 파키스탄으로 참가             | 파키스탄으로 참가             | 파키스탄으로 참가      | 파키스탄으로 참가      | 파키스탄으로 참가      | 파키스탄으로 참가      | 파키스탄으로 참가      | 파키스탄으로 참가      | 파키스탄으로 참가      |
| 1968년            | 파키스탄으로 참가             | 파키스탄으로 참가             | 파키스탄으로 참가             | 파키스탄으로 참가             | 파키스탄으로 참가             | 파키스탄으로 참가             | 파키스탄으로 참가             | 파키스탄으로 참가             | 파키스탄으로 참가             | 파키스탄으로 참가      | 파키스탄으로 참가      | 파키스탄으로 참가      | 파키스탄으로 참가      | 파키스탄으로 참가      | 파키스탄으로 참가      | 파키스탄으로 참가      |
| 1972년            | 파키스탄으로 참가             | 파키스탄으로 참가             | 파키스탄으로 참가             | 파키스탄으로 참가             | 파키스탄으로 참가             | 파키스탄으로 참가             | 파키스탄으로 참가             | 파키스탄으로 참가             | 파키스탄으로 참가             | 파키스탄으로 참가      | 파키스탄으로 참가      | 파키스탄으로 참가      | 파키스탄으로 참가      | 파키스탄으로 참가      | 파키스탄으로 참가      | 파키스탄으로 참가      |
| 1976년            | 기권                          | 기권                          | 기권                          | 기권                          | 기권                          | 기권                          | 기권                          | 기권                          | 기권                          | 기권                   | 기권                   | 기권                   | 기권                   | 기권                   | 기권                   | 기권                   |
| 1980년            | 조별리그                      | 10위                          | 4                             | 0                             | 0                             | 4                             | 2                             | 17                            | 0                             | 4                      | 1                      | 2                      | 1                      | 7                      | 8                      | 5                      |
| 1984년            | 예선 탈락                     | 예선 탈락                     | 예선 탈락                     | 예선 탈락                     | 예선 탈락                     | 예선 탈락                     | 예선 탈락                     | 예선 탈락                     | 예선 탈락                     | 5                      | 1                      | 0                      | 4                      | 6                      | 13                     | 3                      |
| 1988년            | 예선 탈락                     | 예선 탈락                     | 예선 탈락                     | 예선 탈락                     | 예선 탈락                     | 예선 탈락                     | 예선 탈락                     | 예선 탈락                     | 예선 탈락                     | 5                      | 0                      | 3                      | 2                      | 1                      | 9                      | 3                      |
| 1992년            | 예선 탈락                     | 예선 탈락                     | 예선 탈락                     | 예선 탈락                     | 예선 탈락                     | 예선 탈락                     | 예선 탈락                     | 예선 탈락                     | 예선 탈락                     | 2                      | 0                      | 0                      | 2                      | 0                      | 7                      | 0                      |
| 1996년            | 기권                          | 기권                          | 기권                          | 기권                          | 기권                          | 기권                          | 기권                          | 기권                          | 기권                          | 기권                   | 기권                   | 기권                   | 기권                   | 기권                   | 기권                   | 기권                   |
| 2000년            | 예선 탈락                     | 예선 탈락                     | 예선 탈락                     | 예선 탈락                     | 예선 탈락                     | 예선 탈락                     | 예선 탈락                     | 예선 탈락                     | 예선 탈락                     | 4                      | 1                      | 1                      | 2                      | 5                      | 12                     | 4                      |
| 2004년            | 예선 탈락                     | 예선 탈락                     | 예선 탈락                     | 예선 탈락                     | 예선 탈락                     | 예선 탈락                     | 예선 탈락                     | 예선 탈락                     | 예선 탈락                     | 2                      | 0                      | 1                      | 1                      | 3                      | 4                      | 1                      |
| 2007년            | 예선 탈락                     | 예선 탈락                     | 예선 탈락                     | 예선 탈락                     | 예선 탈락                     | 예선 탈락                     | 예선 탈락                     | 예선 탈락                     | 예선 탈락                     | 8                      | 1                      | 1                      | 6                      | 2                      | 19                     | 4                      |
| 2011년            | 예선 탈락                     | 예선 탈락                     | 예선 탈락                     | 예선 탈락                     | 예선 탈락                     | 예선 탈락                     | 예선 탈락                     | 예선 탈락                     | 예선 탈락                     | AFC 챌린지컵 배정      | AFC 챌린지컵 배정      | AFC 챌린지컵 배정      | AFC 챌린지컵 배정      | AFC 챌린지컵 배정      | AFC 챌린지컵 배정      | AFC 챌린지컵 배정      |
| 2015년            | 예선 탈락                     | 예선 탈락                     | 예선 탈락                     | 예선 탈락                     | 예선 탈락                     | 예선 탈락                     | 예선 탈락                     | 예선 탈락                     | 예선 탈락                     | AFC 챌린지컵 배정      | AFC 챌린지컵 배정      | AFC 챌린지컵 배정      | AFC 챌린지컵 배정      | AFC 챌린지컵 배정      | AFC 챌린지컵 배정      | AFC 챌린지컵 배정      |
| 2019년            | 예선 탈락                     | 예선 탈락                     | 예선 탈락                     | 예선 탈락                     | 예선 탈락                     | 예선 탈락                     | 예선 탈락                     | 예선 탈락                     | 예선 탈락                     | 12                     | 0                      | 2                      | 10                     | 3                      | 41                     | 2                      |
| 2023년            | 예선 탈락                     | 예선 탈락                     | 예선 탈락                     | 예선 탈락                     | 예선 탈락                     | 예선 탈락                     | 예선 탈락                     | 예선 탈락                     | 예선 탈락                     | 13                     | 1                      | 3                      | 9                      | 6                      | 27                     | 6                      |
| 2027년            | 예선 탈락                     | 예선 탈락                     | 예선 탈락                     | 예선 탈락                     | 예선 탈락                     | 예선 탈락                     | 예선 탈락                     | 예선 탈락                     | 예선 탈락                     | 8                      | 1                      | 2                      | 5                      | 4                      | 22                     | 5                      |
| 합계              | 1회 진출(1/13)                | 조별리그(1회)                 | 4                             | 0                             | 0                             | 4                             | 2                             | 17                            | 0                             | 42                     | 4                      | 10                     | 28                     | 27                     | 113                    | 22                     |
| 순위              | AFC 아시안컵 역대 순위 : 33위 | AFC 아시안컵 역대 순위 : 33위 | AFC 아시안컵 역대 순위 : 33위 | AFC 아시안컵 역대 순위 : 33위 | AFC 아시안컵 역대 순위 : 33위 | AFC 아시안컵 역대 순위 : 33위 | AFC 아시안컵 역대 순위 : 33위 | AFC 아시안컵 역대 순위 : 33위 | AFC 아시안컵 역대 순위 : 33위 |                        |                        |                        |                        |                        |                        |                        |

### AFC 챌린지컵
| AFC 챌린지컵 기록 | AFC 챌린지컵 기록 | AFC 챌린지컵 기록 | AFC 챌린지컵 기록 | AFC 챌린지컵 기록 | AFC 챌린지컵 기록 | AFC 챌린지컵 기록 | AFC 챌린지컵 기록 | AFC 챌린지컵 기록 | AFC 챌린지컵 기록 |
| 년도              | 결과              | 경기              | 승                | 무*               | 패                | 득점              | 실점              | 승점              |                   |
| ----------------- | ----------------- | ----------------- | ----------------- | ----------------- | ----------------- | ----------------- | ----------------- | ----------------- | ----------------- |
| 2006년            | 8강               | 4                 | 2                 | 1                 | 1                 | 7                 | 8                 | 7                 |                   |
| 2008년            | 예선 탈락         | 예선 탈락         | 예선 탈락         | 예선 탈락         | 예선 탈락         | 예선 탈락         | 예선 탈락         | 예선 탈락         |                   |
| 2010년            | 조별리그          | 3                 | 1                 | 0                 | 2                 | 3                 | 6                 | 3                 |                   |
| 2012년            | 예선 탈락         | 예선 탈락         | 예선 탈락         | 예선 탈락         | 예선 탈락         | 예선 탈락         | 예선 탈락         | 예선 탈락         |                   |
| 2014년            | 예선 탈락         | 예선 탈락         | 예선 탈락         | 예선 탈락         | 예선 탈락         | 예선 탈락         | 예선 탈락         | 예선 탈락         |                   |
| 합계              | 8강(1회)          | 7                 | 3                 | 1                 | 3                 | 10                | 14                | 10                |                   |

## 아시안 게임
| 아시안 게임 기록 | 아시안 게임 기록  | 아시안 게임 기록  | 아시안 게임 기록  | 아시안 게임 기록  | 아시안 게임 기록  | 아시안 게임 기록  | 아시안 게임 기록  | 아시안 게임 기록  | 아시안 게임 기록  |
| 년도             | 결과              | 순위              | 경기              | 승                | 무*               | 패                | 득점              | 실점              | 승점              |
| ---------------- | ----------------- | ----------------- | ----------------- | ----------------- | ----------------- | ----------------- | ----------------- | ----------------- | ----------------- |
| 1951년           | 파키스탄으로 출전 | 파키스탄으로 출전 | 파키스탄으로 출전 | 파키스탄으로 출전 | 파키스탄으로 출전 | 파키스탄으로 출전 | 파키스탄으로 출전 | 파키스탄으로 출전 | 파키스탄으로 출전 |
| 1954년           | 파키스탄으로 출전 | 파키스탄으로 출전 | 파키스탄으로 출전 | 파키스탄으로 출전 | 파키스탄으로 출전 | 파키스탄으로 출전 | 파키스탄으로 출전 | 파키스탄으로 출전 | 파키스탄으로 출전 |
| 1958년           | 파키스탄으로 출전 | 파키스탄으로 출전 | 파키스탄으로 출전 | 파키스탄으로 출전 | 파키스탄으로 출전 | 파키스탄으로 출전 | 파키스탄으로 출전 | 파키스탄으로 출전 | 파키스탄으로 출전 |
| 1962년           | 파키스탄으로 출전 | 파키스탄으로 출전 | 파키스탄으로 출전 | 파키스탄으로 출전 | 파키스탄으로 출전 | 파키스탄으로 출전 | 파키스탄으로 출전 | 파키스탄으로 출전 | 파키스탄으로 출전 |
| 1966년           | 파키스탄으로 출전 | 파키스탄으로 출전 | 파키스탄으로 출전 | 파키스탄으로 출전 | 파키스탄으로 출전 | 파키스탄으로 출전 | 파키스탄으로 출전 | 파키스탄으로 출전 | 파키스탄으로 출전 |
| 1970년           | 파키스탄으로 출전 | 파키스탄으로 출전 | 파키스탄으로 출전 | 파키스탄으로 출전 | 파키스탄으로 출전 | 파키스탄으로 출전 | 파키스탄으로 출전 | 파키스탄으로 출전 | 파키스탄으로 출전 |
| 1974년           | 불참              | 불참              | 불참              | 불참              | 불참              | 불참              | 불참              | 불참              | 불참              |
| 1978년           | 조별리그          | 13위              | 2                 | 0                 | 0                 | 2                 | 0                 | 4                 | 0                 |
| 1982년           | 조별리그          | 12위              | 3                 | 1                 | 0                 | 2                 | 2                 | 4                 | 3                 |
| 1986년           | 조별리그          | 14위              | 4                 | 1                 | 0                 | 3                 | 1                 | 12                | 0                 |
| 1990년           | 조별리그          | 13위              | 2                 | 0                 | 0                 | 2                 | 0                 | 7                 | 0                 |
| 1994년           | 불참              | 불참              | 불참              | 불참              | 불참              | 불참              | 불참              | 불참              | 불참              |
| 1998년           | 기권              | 기권              | 기권              | 기권              | 기권              | 기권              | 기권              | 기권              | 기권              |
| 합계             | 4회 출전(4/7)     | 조별리그(4회)     | 11                | 2                 | 0                 | 9                 | 3                 | 27                | 6                 |

## 남아시아 축구 선수권 대회
| SAFF 남아시아컵 기록 | SAFF 남아시아컵 기록 | SAFF 남아시아컵 기록 | SAFF 남아시아컵 기록 | SAFF 남아시아컵 기록 | SAFF 남아시아컵 기록 | SAFF 남아시아컵 기록 | SAFF 남아시아컵 기록 | SAFF 남아시아컵 기록 | SAFF 남아시아컵 기록 |
| 년도                 | 결과                 | 순위                 | 경기                 | 승                   | 무*                  | 패                   | 득점                 | 실점                 | 승점                 |
| -------------------- | -------------------- | -------------------- | -------------------- | -------------------- | -------------------- | -------------------- | -------------------- | -------------------- | -------------------- |
| 1993년               | 불참                 | 불참                 | 불참                 | 불참                 | 불참                 | 불참                 | 불참                 | 불참                 | 불참                 |
| 1995년               | 준결승               | 3위                  | 3                    | 1                    | 1                    | 1                    | 2                    | 1                    | 4                    |
| 1997년               | 예선탈락             | 5위                  | 2                    | 0                    | 1                    | 1                    | 1                    | 4                    | 1                    |
| 1999년               | 준우승               | 2위                  | 4                    | 2                    | 1                    | 1                    | 6                    | 3                    | 7                    |
| 2003년               | 우승                 | 1위                  | 5                    | 4                    | 1                    | 0                    | 8                    | 2                    | 13                   |
| 2005년               | 준우승               | 2위                  | 5                    | 3                    | 1                    | 1                    | 7                    | 3                    | 10                   |
| 2008년               | 예선탈락             | 6위                  | 3                    | 0                    | 2                    | 1                    | 3                    | 4                    | 2                    |
| 2009년               | 준결승               | 3위                  | 4                    | 2                    | 1                    | 1                    | 6                    | 3                    | 7                    |
| 2011년               | 예선탈락             | 7위                  | 3                    | 0                    | 1                    | 2                    | 1                    | 4                    | 1                    |
| 2013년               | 예선탈락             | 7위                  | 3                    | 0                    | 1                    | 2                    | 2                    | 5                    | 1                    |
| 2015년               | 예선탈락             | 5위                  | 3                    | 1                    | 0                    | 2                    | 4                    | 7                    | 3                    |
| 합계                 | 10회 출전(10/11)     | 우승(1회)            | 35                   | 13                   | 10                   | 12                   | 40                   | 36                   | 49                   |

## 주요 선수
- 라이한 하산
- 토푸 바르만
- 예아신 칸
- 자말 부얀
- 마무눌 이슬람
- 소헬 라나
- 마흐부부르 라흐만 수필
- 나시루딘 초우두리
- 나비브 네와즈 지본
- 비플루 아흐메드
- 제웰 라나

## 역대 감독
| 감독   | 임기        |
| ------ | ----------- |
| 강만영 | 1994 ~ 1996 |